# Las Ánimas (España)
Las Ánimas es una pedanía española perteneciente al municipio de Molinicos, en la provincia de Albacete, dentro de la comunidad autónoma de Castilla-La Mancha. Está ubicada en la comarca de la Sierra del Segura. La localidad dista 12,5 kilómetros del núcleo principal a través de la carretera provincial AB-31 ( CM-412  – Vegallera). 

## Situación geográfica
Se sitúa en pleno centro del término municipal, a una altura aproximada de 790 m s. n. m., muy cercana al parque natural de los Calares del Río Mundo y de la Sima, y dentro de la zona de especial protección de las aves (ZEPA) que la Junta de Comunidades de Castilla-La Mancha instauró en esta zona de la provincia de Albacete.
La población se encuentra rodeada de grandes pendientes, y es en una de ellas, que bascula al este, en donde se localizan las viviendas.
La localidad se adapta a las curvas de nivel del terreno, y existen dos calles principales de dirección sudeste-noroeste que quedan comunicadas entre ellas por pequeñas calles de pendientes elevadas. En el tramo más septentrional de la aldea encontramos el monumento más destacable de la localidad, un reloj que data de 1957, en cuyos bajos se encuentran los lavaderos de la población, que permiten contemplan unas hermosas vistas de todo el valle del río Mundo, y de la vecina localidad de La Alfera. En la parte más al norte existe un ensanchamiento del viario que se convierte en la plaza mayor de la localidad.
Las calles se convierten en un auténtico museo de la agricultura y ganadería de la zona, en donde contemplamos varios aperos y utensilios destinados a estas actividades, principales en esta zona del municipio.

## Historia
Las Casas de las Ánimas, como también era conocida la localidad en el siglo XIX, tenían una relación importante con Molinicos antes de su incorporación al municipio, lo cual no ocurrió hasta 1858 cuando Las Ánimas solicitaron incorporarse al municipio de Molinicos procedentes de Alcaraz, junto con el Quejigal, y La Alfera, cosa que se produjo definitivamente en octubre de 1860. Con anterioridad, en 1854 se había solicitado por el ayuntamiento de Molinicos que Las Ánimas se adhirieran al partido médico de esta localidad, y en 1850 Pascual Madoz ya las citaba en su célebre "Diccionario geográfico-estadístico-histórico de España y sus posesiones de ultramar".
También es reseñable el hecho de que el trazado de varios proyectos sobre líneas férreas (como el Utiel-Baeza) en el último tercio del siglo XIX, planearan recorrer las inmediaciones de esta localidad.